# Aeroportul Miho-Yonago
Aeroportul Miho-Yonago (IATA: YGJ, ICAO: RJOH) este un aeroport din Sakaiminato, Prefectura Tottori, Japonia ce deservește zona Yonago. Aeroportul a fost tranzitat în 2023 de 547.757 de pasageri. A fost numit după zona deservită.
Situat la o altitudine de 4 m, aeroportul dispune de o singură pistă. Este operat de Japan Air Self-Defense Force⁠(d).